# Lysis (Platon)

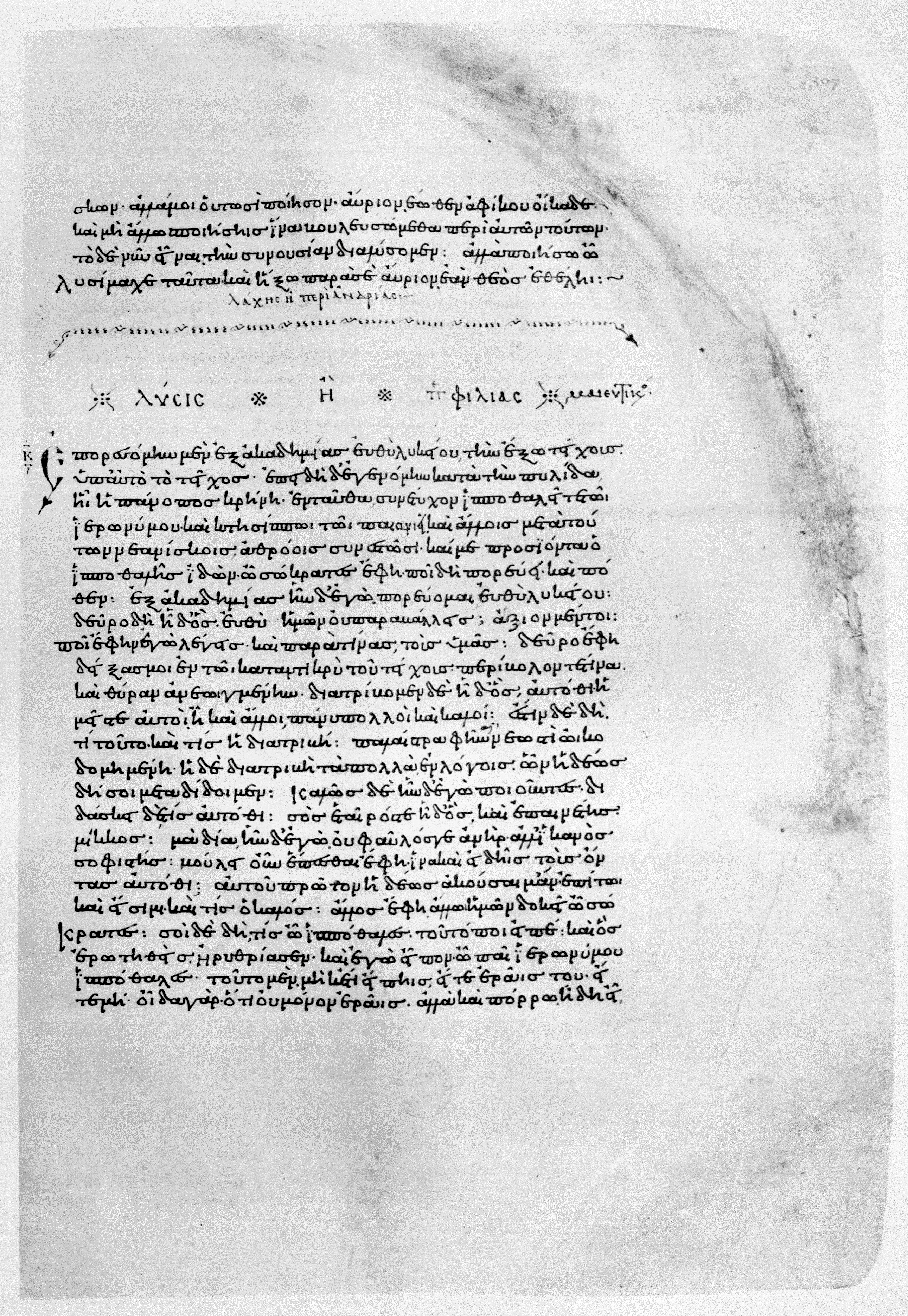
Der Anfang des Lysis in der ältesten erhaltenen mittelalterlichen Handschrift, dem 895 geschriebenen Codex Clarkianus

Der Lysis (altgriechisch Λύσις Lýsis) ist ein in Dialogform verfasstes Werk des griechischen Philosophen Platon. Den Inhalt bildet ein fiktives, literarisch gestaltetes Gespräch. Platons Lehrer Sokrates diskutiert mit den Knaben Lysis und Menexenos. Anwesend sind ferner die etwas älteren Jugendlichen Hippothales und Ktesippos.
Das Thema des Dialogs ist die Freundschaft – insbesondere die erotische Freundschaft – und allgemein die begehrende Liebe. Dafür verwendet Platon hier neben érōs auch den Begriff philía, der sonst gewöhnlich eine sanfte, nicht mit Begierde verbundene Zuneigung oder Freundschaft bezeichnet. In dem homoerotisch geprägten Milieu, in dem sich die Gesprächspartner bewegen, geht es um gleichgeschlechtliche Anziehung, wobei Männer, Jugendliche oder Knaben beteiligt sein können. Es wird erörtert, welches Bedürfnis einer solchen Anziehung zugrunde liegt, worauf die Begierde letztlich abzielt, zwischen welchen Arten von Personen Freundschaft möglich ist und wie Liebe mit Ethik zusammenhängt. Sokrates, der als Fachmann auf dem Gebiet der Erotik auftritt, stellt ein weites Verständnis von philia zur Diskussion, das nicht nur Freundschaften und Liebesbeziehungen umfasst, sondern auch einseitige Liebe. „Freund“ oder „Liebhaber“ ist demnach auch jemand, der erotisch begehrt, ohne dass seine Liebe erwidert wird. Diese Auffassung erweist sich jedoch als problematisch. Tückisch ist die Frage, ob man das liebt, was man selbst schon hat, oder das, was einem fehlt; beide Annahmen führen in Schwierigkeiten. Die angestrebte Klärung der Voraussetzungen von Freundschaft und erotischer Anziehung gelingt nicht, sondern der Dialog endet in einer Aporie (Ratlosigkeit).
Der Lysis bildet den Ausgangspunkt der Auseinandersetzung mit der Freundschaftsthematik in der westlichen Philosophie.

## Ort, Zeit und Teilnehmer

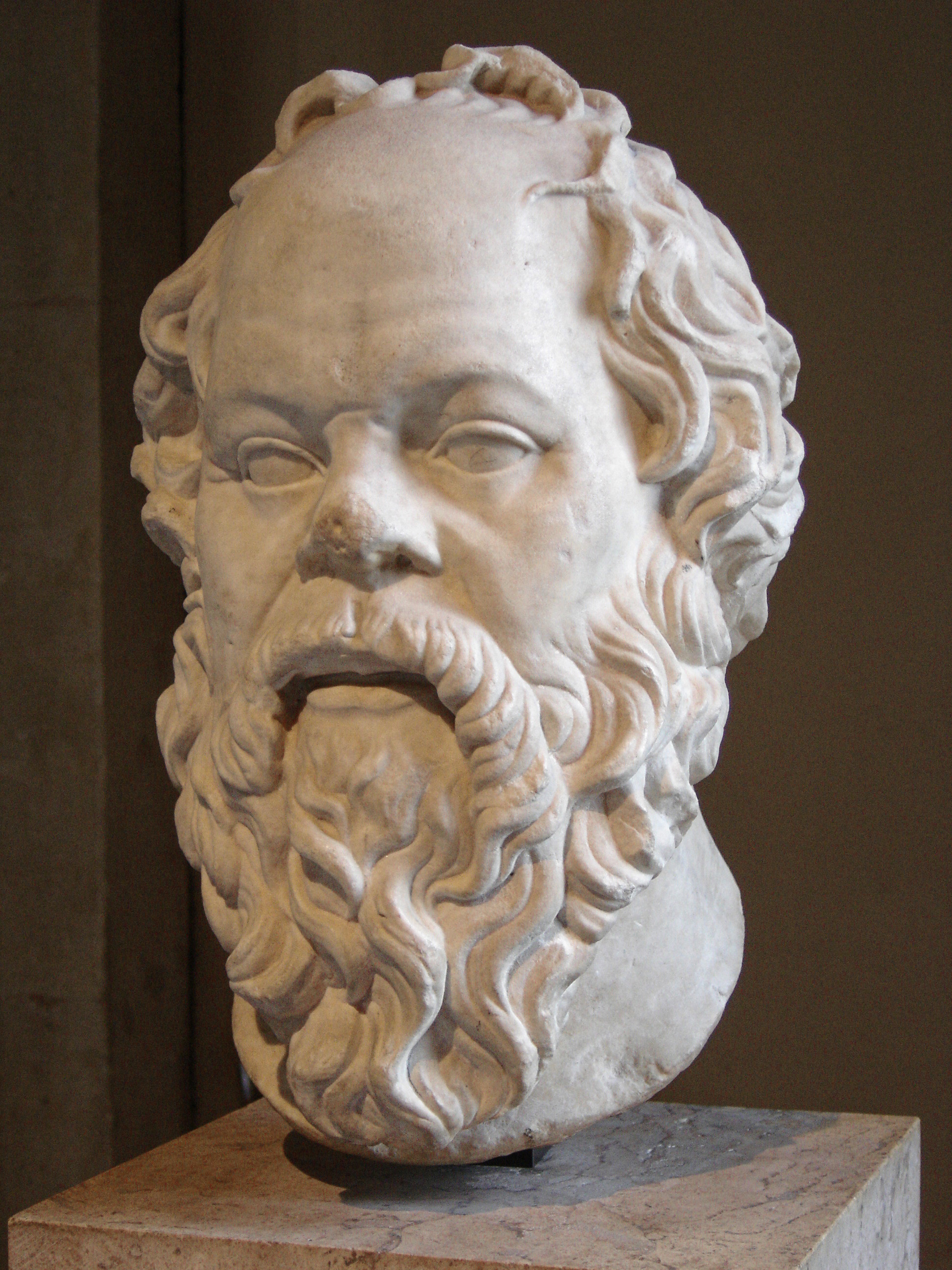
Sokrates (römische Büste, 1. Jahrhundert, Louvre, Paris)

Der Ort des Dialogs ist der Umkleidebereich einer neu erbauten Palaistra, eines für Ringkämpfe bestimmten Übungsplatzes innerhalb eines Gymnasions. Die Gymnasien dienten damals in erster Linie der körperlichen Ertüchtigung; außerdem war eine Palaistra auch ein sozialer Treffpunkt der Jugend. Nach Platons Angaben befand sich diese Übungs- und Begegnungsstätte auf einem umschlossenen Grundstück gegenüber der Außenseite der Stadtmauer von Athen.
Eine chronologische Einordnung der Dialoghandlung ist kaum möglich, da es an konkreten Anhaltspunkten fehlt. Der im Jahr 469 v. Chr. geborene Sokrates bezeichnet sich selbst im Gespräch mit Schulkindern als alten Mann, was aber nicht unbedingt wörtlich zu verstehen ist. Aus den mutmaßlichen Lebensdaten der Gesprächsteilnehmer meint Debra Nails erschließen zu können, dass wohl an die Zeit um 409 v. Chr. zu denken ist. Damals befand sich Athen allerdings im Peloponnesischen Krieg, was nicht gut zur Erwähnung des Neubaus einer Sportanlage außerhalb der Stadtmauern passt. Dieses Bauvorhaben scheint auf eine Friedenszeit zu deuten. Dabei kann es sich wohl nur um die Zeit des Nikiasfriedens handeln, der von 421 bis 414 dauerte. Michael Bordt hält es für plausibel, das fiktive Datum des Dialogs in der Endphase der Friedenszeit anzusetzen, also zwischen ca. 417 und 414. Es ist Frühling, die Jugend feiert gerade die Hermaia, das Schulfest des Hermes, der als Schutzgott der Gymnasien verehrt wird.
Die philosophische Diskussion findet nur zwischen Sokrates, Lysis und Menexenos statt, Ktesippos und Hippothales halten sich heraus. Sokrates bringt das Gespräch in Gang und lenkt – wie in vielen Dialogen Platons – den Verlauf der Untersuchung. Er will der Jugend zeigen, wie man philosophisch diskutiert, und Hippothales vor Augen führen, wie man mit einer erotisch begehrten Person umgehen sollte. Dabei stellt er sich auf die Erlebniswelt der Jungen ein, passt sich ihrer Denk- und Empfindungsweise an und wählt Beispiele aus ihrem Erfahrungsbereich. In dem Gymnasion ist er in seinem Element, da er sehr an Pädagogik interessiert ist und außerdem zu einer heftigen, besonders auf schöne Jugendliche gerichteten erotischen Begierde neigt, die er aber stets unter Kontrolle hat. Im Gegensatz zu anderen Dialogen, in denen Sokrates zurückhaltend agiert und seine Gesprächspartner im Sinne der Maieutik zur Erarbeitung eigener Einsichten anregt, bringt er hier die weiterführenden Gedanken unmittelbar selbst ein. Inwieweit der historische Sokrates so gedacht und argumentiert hat wie Platons Dialogfigur, bleibt allerdings offen. Außerdem stellt Platons Sokrates nur verschiedene Thesen zur Diskussion, ohne sich mit ihnen zu identifizieren.
Lysis und sein bester Freund Menexenos sind vermutlich ungefähr dreizehn Jahre alt, Hippothales und Ktesippos dürften etwa drei Jahre älter sein. Bei den Heranwachsenden macht sich bereits ein ausgeprägtes Interesse an homoerotischen Beziehungen bemerkbar, das in dem Milieu des Gymnasions als selbstverständlich betrachtet wird und zu Neckereien Anlass bietet. Hippothales ist heftig in Lysis verliebt. Den Ausgangspunkt der Diskussion über Freundesliebe bildet somit eine persönliche Betroffenheit, das Thema hat einen starken Bezug zur Lebenswirklichkeit der Beteiligten. Sokrates ist sich der komplexen emotionalen Verhältnisse und Bedürfnisse bewusst und nutzt sie für seine didaktischen Zwecke.
Lysis, der Sohn des Demokrates, ist eine historische Person; sein Grabstein, auf dem er abgebildet ist, ist 1974 entdeckt worden. Zur Unterscheidung von seinem gleichnamigen Großvater wird er in der Forschungsliteratur auch Lysis II genannt. Er stammte aus dem Demos Aixone. Seine Familie war reich und angesehen; seine Vorfahren waren berühmte Pferdezüchter, die in Pferderennen Siege errungen hatten. Im Lysis wird er als außergewöhnlich gutaussehend, zurückhaltend und geistig befähigt dargestellt; philosophisch ist er deutlich begabter als Menexenos. Auch bei Menexenos handelt es sich um eine reale Person. Der historische Menexenos war Schüler des Sokrates. Er stammte ebenfalls aus einer vornehmen Familie, seine Vorfahren hatten politische Führungsämter bekleidet. Platon lässt ihn auch in dem nach ihm benannten Dialog Menexenos als Gesprächspartner des Sokrates auftreten; dort ist er bereits erwachsen. Im Lysis wird er zwar als streitbarer Disputierer beschrieben, doch entspricht dem sein braves Verhalten im Gespräch nicht. Für die Existenz von Ktesippos und Hippothales gibt es zwar keinen zuverlässigen Beleg, aber auch sie gelten als historisch. Ktesippos aus dem Demos Paiania war ein Verwandter des Menexenos und wie dieser ein Schüler des Sokrates. Beide waren 399 v. Chr. beim Tod des Sokrates anwesend. Ktesippos kommt auch in Platons Dialog Euthydemos vor; dort ist er schon älter und greift energisch in die Debatte ein. Bei Hippothales handelt es sich wohl nicht um den gleichnamigen Philosophen, den Diogenes Laertios unter den Schülern Platons anführt. Im Lysis wird Hippothales als scheu und verlegen geschildert; er schämt sich, seine Verliebtheit vor Sokrates zuzugeben. Da Lysis seine Neigung offenbar nicht erwidert, benimmt er sich sehr zurückhaltend.

## Inhalt
Das Einleitungsgespräch
Sokrates berichtet als Erzähler, wie der Dialog ablief. Nach seiner Schilderung stieß er eines Tages an der Stadtmauer auf eine Gruppe von Burschen, darunter Hippothales und Ktesippos. Hippothales lud ihn ein, in die nahe gelegene Palaistra zu kommen. Diese Sportanlage kannte Sokrates noch nicht, da sie neu errichtet war. Hippothales lockte ihn mit der Gelegenheit, dort viele schöne Jünglinge anzutreffen. Darauf fragte Sokrates, wer denn für Hippothales „der“ Schöne – der erotisch Begehrte – sei. Hippothales errötete, geriet in große Verlegenheit und antwortete nicht. Da mischte sich Ktesippos ein; er enthüllte, dass Hippothales in Lysis verliebt war. Außerdem berichtete er, der Verliebte rede ständig von Lysis, preise dessen ruhmreiche Vorfahren in Gedichten, Schriften und Liedern und belästige seine Umgebung mit dieser Besessenheit.
Dazu bemerkte Sokrates, wenn man jemand umwerbe, sei es aus verschiedenen Gründen unklug, ihn zu verherrlichen. Damit verschrecke man ihn nur wie ein Jäger, der das Wild aufscheucht; im Falle eines Misserfolgs blamiere man sich, und überdies erfülle man den Geliebten mit Einbildung und Hochmut. Je hochmütiger aber jemand sei, desto schwerer sei es, ihn für sich zu gewinnen. Hippothales gab das zu und bat um Belehrung über eine bessere Vorgehensweise. Sokrates war gern bereit, ihm das beispielhaft vorzuführen. Gemeinsam begab sich die Gruppe in die Palaistra. Dort trafen sie in der Menge den auffallend gutaussehenden Lysis und dessen besten Freund Menexenos. Während sich Hippothales in der Menge versteckte, um zuzuhören, ohne von Lysis gesehen zu werden, begann Sokrates das Gespräch mit den beiden Jungen, dessen Verlauf er im Folgenden wiedergibt.
Die Grundlage von Wertschätzung und Attraktivität
Anfangs fragt Sokrates nach der Selbsteinschätzung der Jungen und nach ihrer freundschaftlichen Rivalität, doch Menexenos wird weggerufen. Nun versucht Sokrates mit Lysis auf altersgemäße Weise zu klären, was es mit dem Lieben oder Mögen (phileín) auf sich hat, der zu dem Begriff philia (Freundschaft, Liebe) gehörenden Tätigkeit. Nach seiner Darlegung beruht Liebe auf Wertschätzung. Der Fähige wird um seiner Fähigkeiten willen geschätzt und geliebt. Niemand ist hinsichtlich seiner Schwächen attraktiv, sondern eine Person erscheint nur aufgrund ihrer Vorzüge als liebenswert; man liebt an ihr das, was man für gut und nützlich hält. Unter den Vorzügen, die hierbei in Betracht kommen, spielt die Einsicht, die Urteilskraft oder Kompetenz eine Schlüsselrolle. Sie verschafft dem, der sie besitzt, Respekt, Vertrauen, Zuneigung und Freundschaft. Der Ignorant hingegen gilt als untüchtig und unnütz, nicht einmal seine Angehörigen schätzen ihn. Die Rangordnung nach dem Wissen zeigt sich auch bei den Entscheidungsbefugnissen: Je kompetenter jemand ist, desto mehr Handlungsspielraum wird ihm zugebilligt. Beispielsweise wird Kindern nur das erlaubt, wozu sie nach Einschätzung der Erwachsenen bereits fähig sind. Wer als kompetent gilt, ist beliebt und auch mächtig; er trifft Entscheidungen und seinen Anweisungen folgt man willig. Mit ihm ist man gern befreundet.
Freunde kann man also nur gewinnen, wenn man tüchtig wird, indem man sich Wissen aneignet. Lysis muss einsehen, dass er es darin noch nicht weit gebracht hat, denn er ist noch ein Schulkind. Mit diesem Gedankengang führt ihn Sokrates zu Bescheidenheit und Wissensdurst statt – wie Hippothales mit seinen Lobsprüchen – zu Arroganz und Selbstzufriedenheit. Lysis bittet den Philosophen, das bisher Gesagte auch Menexenos, der inzwischen zurückgekommen ist, darzulegen.
Gegenseitige und einseitige Liebe
Da Menexenos und Lysis befreundet sind, wendet sich Sokrates an Menexenos, der nun auf dem Gebiet der Freundschaft erfahren sei. Er will von dem Jungen hören, wie man Freund wird und was der Begriff phílos (Freund, Liebhaber) eigentlich bedeutet. Das Wort hat im Griechischen einen Doppelsinn: „liebend“ und „lieb“. Es kann sowohl den Liebenden als auch den Geliebten bezeichnen. Die Frage an Menexenos lautet, ob beide gleichermaßen „Freunde“ sind oder ob nur der Liebende oder nur der Geliebte im eigentlichen Sinn philos zu nennen ist. Menexenos sieht da keinen Unterschied, er entscheidet sich für die erste Möglichkeit. Sokrates will aber auf die Problematik einseitiger Liebe hinaus. Er fragt, ob man jemanden nur dann als Freund oder Liebhaber bezeichnen kann, wenn er liebt und seine Liebe erwidert wird, oder ob man auch dann philos ist, wenn man einseitig liebt. Bei der einseitigen Liebe denkt Sokrates an die für damalige Homoerotik typische asymmetrische Struktur, wobei ein etwas älterer Liebhaber (erastḗs) einen jüngeren Geliebten (erṓmenos) umwirbt und in manchen Fällen erfolglos bleibt. Der Liebhaber ist regelmäßig der aktive und leidenschaftliche Partner, der Geliebte der passive und eher nüchterne. Auch wenn der Geliebte die Werbung akzeptiert, stellt sich bei ihm gewöhnlich keine Verliebtheit ein.
Menexenos meint, philia müsse auf Gegenseitigkeit beruhen. Dies widerlegt Sokrates mit Gegenbeispielen. Dabei macht er sich den Umstand zunutze, dass der Begriff philos nicht nur im Kontext von Freundschaften zwischen Menschen gebräuchlich ist, sondern bei positiven affektiven Beziehungen aller Art; er wird auch verwendet, wenn es um das Lieben oder Mögen von Dingen, Tätigkeiten oder Eigenschaften geht. In diesen Fällen liegt die Einseitigkeit auf der Hand: Man kann ein Pferdefreund oder Sportfreund oder ein Liebhaber von Wein oder Weisheit sein, obwohl man von dem Objekt solcher philia nicht geliebt wird. Ein weiteres Gegenbeispiel liefert die Elternschaft: Eltern sind auch dann Freunde ihrer Kinder, wenn sie von ihnen nicht geliebt werden, etwa wenn es sich um ein Kleinkind handelt, das noch nicht lieben kann, oder wenn ein Kind bestraft worden ist und deswegen die Eltern hasst. Freund oder Liebhaber ist demnach stets der Liebende unabhängig davon, ob er von dem, den er liebt, geliebt oder gehasst wird. Dies führt allerdings zur paradoxen Folgerung, dass man ein Freund seiner Feinde und ein Feind seiner Freunde sein kann. Dem Paradox kann man auch dann nicht entgehen, wenn man statt des Liebenden den Geliebten als den philos definiert; dieser kann dann ein Freund von Personen sein, die er hasst oder von denen er gehasst wird. Demnach sind alle Versuche der Begriffsbestimmung fehlgeschlagen; sie scheitern teils an einer empirischen Widerlegung, teils an absurden Konsequenzen.
Die Rolle von Gleichheit und Verschiedenheit, Gutheit und Schlechtigkeit
Nachdem die Untersuchung in eine Sackgasse geraten ist, probiert Sokrates einen anderen Ansatz aus. Er wendet sich wieder Lysis zu und wählt als neuen Ausgangspunkt die Feststellung Homers, ein Gott führe immer „den Gleichen zum Gleichen“. Diese Aussage stimmt laut Sokrates mit Äußerungen von Naturphilosophen überein, die es für notwendig halten, dass Gleiches mit Gleichem immer befreundet ist. Das scheint allerdings nur zur Hälfte zu stimmen: Zwar sind Gute mit Guten befreundet, aber Böse nicht mit Bösen. Bosheit oder Schlechtigkeit bedeutet, dass man Unrecht tut. Wenn somit die Bösen einander gleich sind, so müssen sie gemäß ihrer Natur einander schädigen und als Feinde behandeln. Nach dieser Überlegung kann also Gleiches mit Gleichem verfeindet sein. In Wirklichkeit trifft das aber nicht zu, denn die Voraussetzung der Folgerung ist irrig: Die Bösen sind nicht gleich, sondern jeder von ihnen ist anders. Der Böse ist nicht einmal sich selbst gleich – das heißt in seinem Wesen einheitlich und konstant –, sondern in sich gespalten, instabil und unberechenbar. Daher können Böse niemandes Freunde sein. Daraus folgt, dass nur gute Menschen Freunde sein können. Diesem Ergebnis stimmt Lysis zu.
Nun ergibt sich aber sogleich ein neues Problem. Wertschätzung hat man für das, was man braucht. Man liebt das, was man haben möchte und wovon man sich einen Vorteil verspricht. Alles Begehrte ist durch seine Vorzüge begehrenswert, durch das, was es dem Begehrenden einbringen soll. Daher ist Gleichartiges nicht attraktiv, denn es weist das auf, was man selbst schon hat. Der Gute besitzt bereits die Gutheit und kann mit diesem Besitz zufrieden sein. Da er selbstgenügsam ist, benötigt er die Gutheit anderer nicht; sie kann ihn nicht bereichern. Daher hat der Gute keinen Grund, sich mit anderen Guten zu befreunden. Da er über ihren Vorzug bereits selbst verfügt, bringt ihm weder ihre Gegenwart einen Gewinn, noch vermisst er sie, wenn sie abwesend sind. Diesen Gedankengang baut Sokrates noch weiter aus, wobei er sich auf Hesiod beruft. Er behauptet nun sogar, Liebe könne nur auf der Basis von Gegensätzlichkeit bestehen, denn alles bedürfe der Qualität des ihm Entgegengesetzten. Der Arme benötige den Reichen, der Schwache den Starken, der Unwissende den Wissenden. Nur Entgegengesetztes biete Nahrung, Gleiches sei nutzlos.
Menexenos zeigt sich von dieser Überlegung beeindruckt, doch Sokrates weist ihn sogleich auf die paradoxen Konsequenzen hin. Wenn alles Entgegengesetzte Anziehungskraft hätte, müsste beispielsweise zwischen Gutem und Schlechtem, Gerechtem und Ungerechtem eine Anziehung bestehen und Freundschaft müsste bei den Freunden eine Tendenz hervorrufen, sich zu verfeinden. Da dies nicht zutrifft, kann es nicht die Gegensätzlichkeit sein, die etwas begehrenswert macht.
Damit stellt sich die Frage, wie Freundschaft überhaupt möglich ist. Es hat sich gezeigt, dass Gutes weder mit Gutem noch mit Bösem befreundet sein kann, und Böses kann grundsätzlich nicht befreundet sein. Manches kann aber weder dem rein guten noch dem rein schlechten Bereich zugeordnet werden, sondern steht zwischendrin. Dieses „weder Gute noch Schlechte“ ist Einflüssen von beiden Seiten ausgesetzt. Mit dem, was von seiner eigenen Art ist, kann es nicht befreundet sein, da ihm dies nichts einbrächte. Somit bleibt für die Freundschaft nur eine einzige mögliche Kombination übrig: Das „weder Gute noch Schlechte“ kann mit dem Guten befreundet sein, denn es möchte sich vom schädlichen Einfluss des Schlechten befreien und strebt daher nach dessen Gegenteil. Aus diesem Grund entwickelt es ein Verlangen nach dem Guten, sofern es dem schlechten Einfluss nicht gänzlich erliegt. Beispielsweise praktiziert der Weise (sophós) keine Philosophie (wörtlich „Liebe zur Weisheit“), da er sie nicht benötigt, und schlechte Menschen philosophieren nicht, da diese Tätigkeit ihnen keinen Anreiz bietet und ihre Unwissenheit ihnen verborgen ist. Alle Philosophen gehören dem Zwischenbereich des „weder Guten noch Schlechten“ an; sie sind Liebhaber der Weisheit, die ihnen fehlt und deren Mangel ihnen bekannt ist.
Der Zweck der begehrenden Liebe
Der Freude über die anscheinend gefundene Lösung setzt Sokrates bald ein Ende, denn er ist auf neue Probleme gestoßen. Freundschaft ist kein Selbstzweck, sondern man ist Freund oder Liebhaber von etwas, weil es einen Gewinn zu versprechen scheint. Man will durch die Freundschaft etwas Gutes erlangen und etwas Schlechtem entkommen. Beispielsweise ist die Einstellung des Patienten zum Arzt freundlich, weil er gesund werden will. Die Gesundheit ist der Zweck des freundschaftlichen Verhältnisses zwischen ihnen. Der Patient ist Freund des Arztes und der Heilkunst, weil er Liebhaber der Gesundheit ist. Also liegt bei ihm philia – begehrende Liebe – zur Gesundheit vor. Damit stellt sich aber die Frage nach dem Zweck dieser philia: Auch die Gesundheit wird nicht um ihrer selbst willen erstrebt, sondern weil man sie für etwas anderes benötigt. So gelangt man in einen infiniten Regress: Hinter jeder Freundschaft, Begierde oder Liebe steht ein Zweck, der dabei angestrebt wird, und auf diesen richtet sich eigentlich die begehrende Liebe. Aber auch dieser Zweck ist um eines Nutzens willen da; hinter ihm muss also wiederum ein neuer, übergeordneter Zweck auftauchen.
Das Voranschreiten von einem Zweck zum anderen führt ins Uferlose, wenn die Suche nie an ihr Ziel kommt. Daher muss es am Ende der Kette von Begierdeobjekten ein „erstes Geliebtes“ oder „erstes Liebes“ (prṓton phílon) geben, das keinen Zweck hat, sondern um seiner selbst willen geliebt wird. Außerdem zeigt sich bei dieser Überlegung, dass es eine philia im eigentlichen Sinne nur zu dem „ersten Geliebten“ geben kann, denn alle übrigen Objekte des Begehrens erweisen sich als Mittel zum jeweiligen Zweck, Mittel sind aber an und für sich – abgesehen vom Ziel – nicht attraktiv, sondern gleichgültig. Demnach ist all das, was man gewöhnlich für Freundschaft oder Liebe hält, etwas Vorläufiges und Bedingtes und als solches Illusion. Der Begehrende sucht immer das, was ihn seinem eigentlichen Ziel, dem „ersten Geliebten“, näher bringt. Dieses Ziel nennt Sokrates „das Gute“. Gemeint ist dasjenige Gute, hinter dem es für den Suchenden nichts Besseres gibt, mit dessen Erlangung die Suche also enden muss. Es ist das einzige wirkliche Objekt jeder philia.
Die Ursache der begehrenden Liebe
Ein weiteres Problem, auf das Sokrates nun aufmerksam macht, ergibt sich aus der Polarität des Guten und des Schlechten, die ein Gegensatzpaar bilden. Wenn die Wertschätzung des Guten und das Streben nach ihm ausschließlich auf dem Wunsch beruhen, dem Schlechten zu entkommen, müsste bei einer vollständigen Beseitigung aller Einflüsse des Schlechten zugleich die Attraktivität des Guten verschwinden. Das „weder Gute noch Schlechte“ wäre von aller Bedrängnis befreit und hätte dann keinen Grund mehr, das Gute zu erstreben. Demnach hätte die Ausschaltung des Schlechten den Untergang der Liebe zum Guten, die Aufhebung der einzigen wahren philia zur Folge. Träfe dies zu, so könnte es philia nur geben, weil und solange es schlechte Einwirkungen gibt. Dann wäre die Macht des Schlechten eine Voraussetzung für jedes Begehren und jede Liebe. So kann es sich aber nicht verhalten, denn es gibt auch Begierden, die weder gut noch schlecht sind und daher eine Beseitigung der Einflüsse des Schlechten überdauern würden. Somit gibt es eine philia, die nicht als Flucht vor dem Schlechten erklärbar ist. Das bedeutet, dass das Lieben und Geliebtwerden nicht auf den Gegensatz zwischen Gutem und Schlechtem zurückgeführt werden kann, sondern eine andere Ursache haben muss.
Fest steht, wie Sokrates darauf darlegt, dass der Liebende das begehrt, was ihm fehlt. Das ist etwas, was eigentlich zu ihm gehört, ihm aber zurzeit entzogen ist, weswegen er an einem Mangel leidet. Demnach kann man das fehlende Eigene oder „Angehörige“ (oikeíon) des Liebenden als das bestimmen, worauf jede begehrende Liebe abzielt. Dann sind Freunde in Wirklichkeit Angehörige, sie gehören von Natur aus zusammen. Diesem Verständnis zufolge beweist das bloße Vorhandensein einer begehrenden Liebe, dass der Liebende und das Objekt seiner Begierde füreinander bestimmt sind, wenn die Liebe echt und nicht nur vorgetäuscht ist. Dann muss diese Liebe vom Geliebten auch erwidert werden. Dieser Behauptung des Sokrates stimmen Lysis und Menexenos nur zögernd zu. Insbesondere Lysis findet daran keinen Gefallen, denn die Folgen für sein Verhältnis zu Hippothales sind ihm offenbar unerwünscht. Der versteckt lauschende Hippothales hingegen ist begeistert.
Sokrates zeigt jedoch, dass auch dieser Weg nicht zur Lösung des Problems führt. Wenn das Angehörige mit dem Gleichen identifiziert wird, erhebt sich der schon früher dargelegte Einwand, mit dem das Konzept einer Liebe von Gleichem zu Gleichem widerlegt wurde. Wenn es etwas dem Schlechten Angehöriges gibt, muss es auch unter Schlechten Freundschaft geben, was aber bereits für unmöglich befunden wurde. Dieser Widerspruch lässt sich zwar vermeiden, wenn man das Angehörige mit dem Guten gleichsetzt, doch das bedeutet, dass Gutes von Gutem geliebt wird – eine schon früher widerlegte Annahme.
Somit hat der Dialog in eine Aporie geführt. Der Versuch, die Voraussetzungen der begehrenden Liebe zu bestimmen, ist vorerst gescheitert. Sokrates stellt fest, dass Ratlosigkeit herrscht. Er möchte die Bemühung um Erkenntnis fortsetzen und einen der älteren Jugendlichen in die Erörterung einbeziehen. Es ist aber schon spät geworden, die Kinder müssen nach Hause. Abschließend weist Sokrates noch darauf hin, dass man sich lächerlich macht, wenn man behauptet, ein Freund zu sein, aber nicht weiß, was das ist.

## Philosophische Bilanz

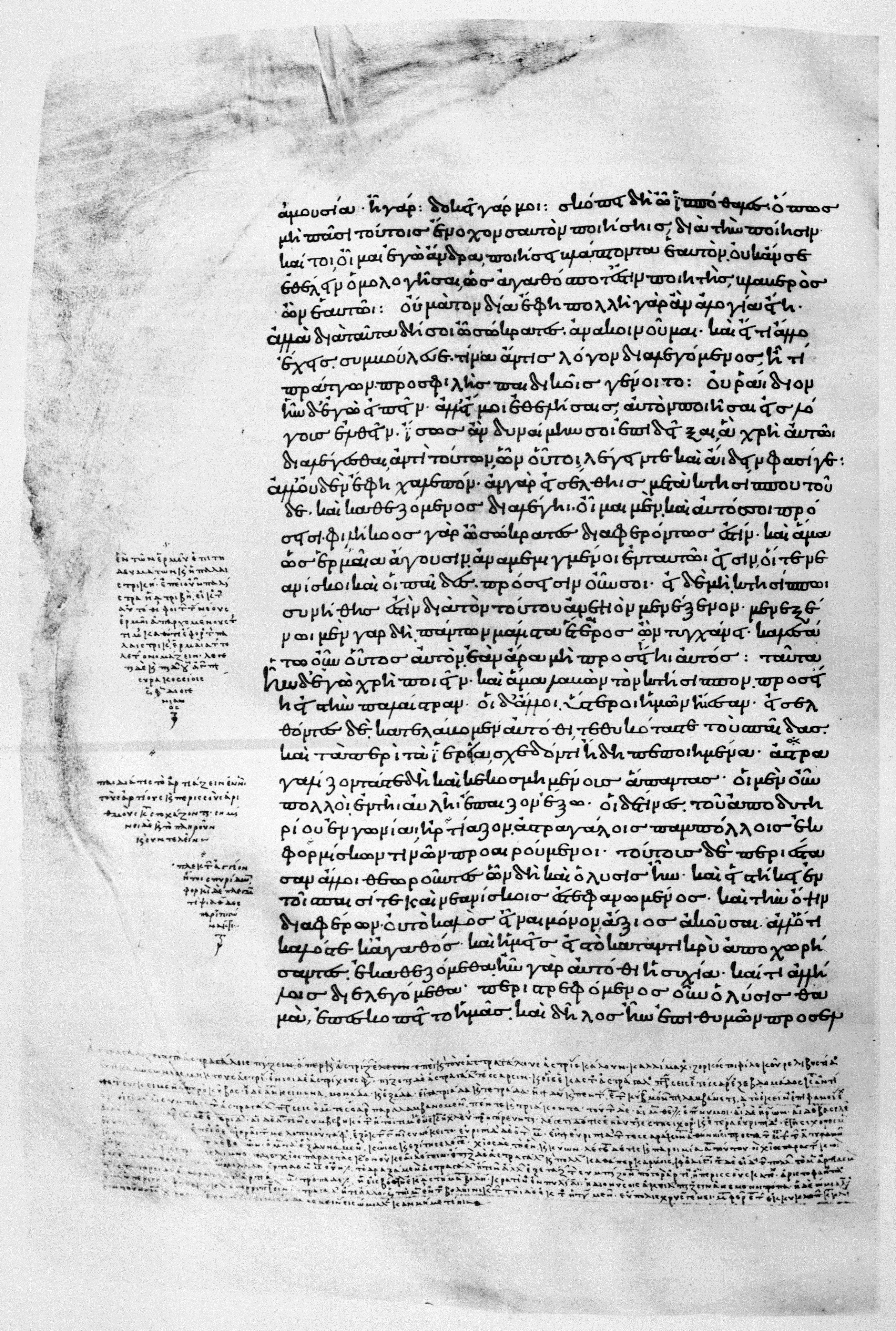
Randbemerkungen auf einer Seite der ältesten mittelalterlichen Lysis-Handschrift, des Codex Clarkianus

Der Dialog endet zwar aporetisch, da es nicht gelingt, die aufgeworfenen Fragen zu klären, aber nicht ergebnislos, denn bestimmte gewöhnlich nicht hinterfragte Annahmen haben sich als nicht stichhaltig erwiesen. Die Untersuchung hat zum Ergebnis geführt, dass das gängige Verständnis von Freundschaft und Liebe fragwürdig ist. Im eigentlichen Sinne existiert philia nach dem Befund der Diskussion nur im Verhältnis zwischen dem schlechthin Guten und dem, was sich zwischen gut und schlecht befindet und nach dem Guten strebt. Sie ist somit nicht ein auf Gegenseitigkeit beruhendes Verhältnis zweier gleichrangiger Liebender, sondern eine asymmetrische Beziehung zwischen einem begehrenden Menschen und einer metaphysischen, der Sinneswahrnehmung entzogenen Entität. Dass es „das Gute“, das schlechthin unüberbietbare Gute an sich, als einziges wahres Ziel des Begehrens geben muss, soll mit dem Argument, dass anderenfalls ein infiniter Regress eintritt, gezeigt werden. Dies ist der erste überlieferte Fall einer derartigen Argumentation in der Philosophiegeschichte.
Platons kritische Einschätzung der berühmten Dichter, die als Weise galten und deren Autorität gewaltig war, zeigt sich darin, dass er Sokrates Verse von Homer und Hesiod zitieren lässt, in denen die beiden Dichter konträre Positionen zu vertreten scheinen. Damit soll angedeutet werden, dass es unklug ist, sich unkritisch auf solche Autoritäten zu verlassen.
Ob oder inwieweit Platons Ideenlehre im Lysis bereits implizit präsent ist – ausdrücklich thematisiert wird sie nicht –, ist in der Forschung seit langem stark umstritten. Dabei geht es vor allem um das Konzept des „ersten Geliebten“ oder „ersten Lieben“ (proton philon), des eigentlichen Ziels der philia, das nicht Zweck zu etwas anderem ist. Strittig ist, ob dieses Ziel als eine platonische Idee – die im Dialog Politeia thematisierte Idee des Guten – bestimmt werden kann. Gegen die von vielen Forschern vertretene „Standardinterpretation“, wonach das „erste Geliebte“ mit dieser Idee gleichzusetzen und somit als metaphysischer Gegenstand aufzufassen ist, wendet sich Gregory Vlastos. Andere Interpretationsmöglichkeiten lauten, dass mit dem „ersten Geliebten“ die Eudaimonie – eine gute, gelungene Lebensführung und der damit verbundene Gemütszustand („Glückseligkeit“) – oder die Weisheit oder die Tugend gemeint sein kann. Solche Vermutungen sind jedoch spekulativ und setzen die Heranziehung anderer Dialoge Platons voraus; aus dem Wortlaut im Lysis lassen sie sich nicht ableiten. Matthias Baltes vermutet, das „erste Geliebte“ sei die Idee der Freundschaft. Zur Begründung führt er an, Platon verwende Begriffe, die auf den Ideenkontext verweisen, und auch die gedankliche Systematik deute in diese Richtung. Das „erste Geliebte“ hebe sich in hohem Maße von den anderen „lieben“ Dingen ab, deren Existenzursache es sei; somit sei es ein metaphysischer Gegenstand. Seine Identifizierung mit der Idee des Guten sei jedoch sehr problematisch. Daraus folgert Baltes, es gehe hier um das philon (das Befreundete, Geliebte, Begehrte) schlechthin, also um die platonische Idee der Freundschaft. Werner Jaeger setzt das „erste Liebe“ mit dem höchsten Wert gleich; es sei „das sinngebende und zielsetzende Prinzip aller menschlichen Gemeinschaft“. Manche Forscher sehen im Lysis einen Text, der den Leser auf das in Platons Symposion dargelegte Konzept der „platonischen Liebe“ vorbereiten soll.
Ein für das Verständnis von Platons Ausführungen wichtiger Umstand ist, dass das „erste Geliebte“ zwar Ziel ist, aber nicht zielbewusst angesteuert wird. Es ist das eigentliche Objekt der Liebe oder Begierde jedes Liebenden oder Begehrenden und die Erklärung für das Vorhandensein seiner Bedürfnisse, doch ist er sich dessen gewöhnlich nicht bewusst. Auf der Ebene des Bewusstseins strebt er nach vorläufigen Zielen, die dem eigentlichen Ziel, nach dem er unbewusst sucht, untergeordnet sind. Die Unwissenheit hinsichtlich des wahren Objekts kann – wie im Fall des Hippothales – dazu führen, dass man auf Irrwege gerät.
Die im Lysis dargelegten Ansichten über die Voraussetzungen der philia werden in der Forschung kontrovers diskutiert. Dabei geht es insbesondere um die von Platons Sokrates vorgetragene These, philia habe stets den Zweck, dem Liebhaber, von dem sie ausgeht, einen Nutzen zu verschaffen, und könne ohne diesen Zweck nicht bestehen. Wenn Freundschaft und andere Güter so aufgefasst werden, dass sie bloße Mittel sind, die in einem ausschließlich instrumentellen Verhältnis zu ihrem Zweck stehen, also keinen eigenen Wert haben und kein Teil des Zwecks sind, spricht man von „ethischem Instrumentalismus“. Strittig ist, ob sich Sokrates tatsächlich mit einer instrumentalistischen Theorie der Freundschaft identifiziert oder ob er diese Sichtweise nur ins Spiel bringt, um die Jungen zum Nachdenken anzuregen. Darüber hinaus stellt sich die Frage, ob ein solches „egoistisches“ Liebes- und Freundschaftsverständnis der Überzeugung Platons entspricht. Gregory Vlastos plädiert für die „egoistische“ Interpretation, wonach Platons Sokrates jede Freundschaft auf ein eigennütziges Motiv zurückführt. Die gegenteilige Auffassung, wonach das wirkliche Liebes- und Freundschaftskonzept von Platons Sokrates eine aus seiner Sicht wichtige „altruistische“ Komponente enthält, vertritt u. a. Michael D. Roth.

## Die Abfassungszeit

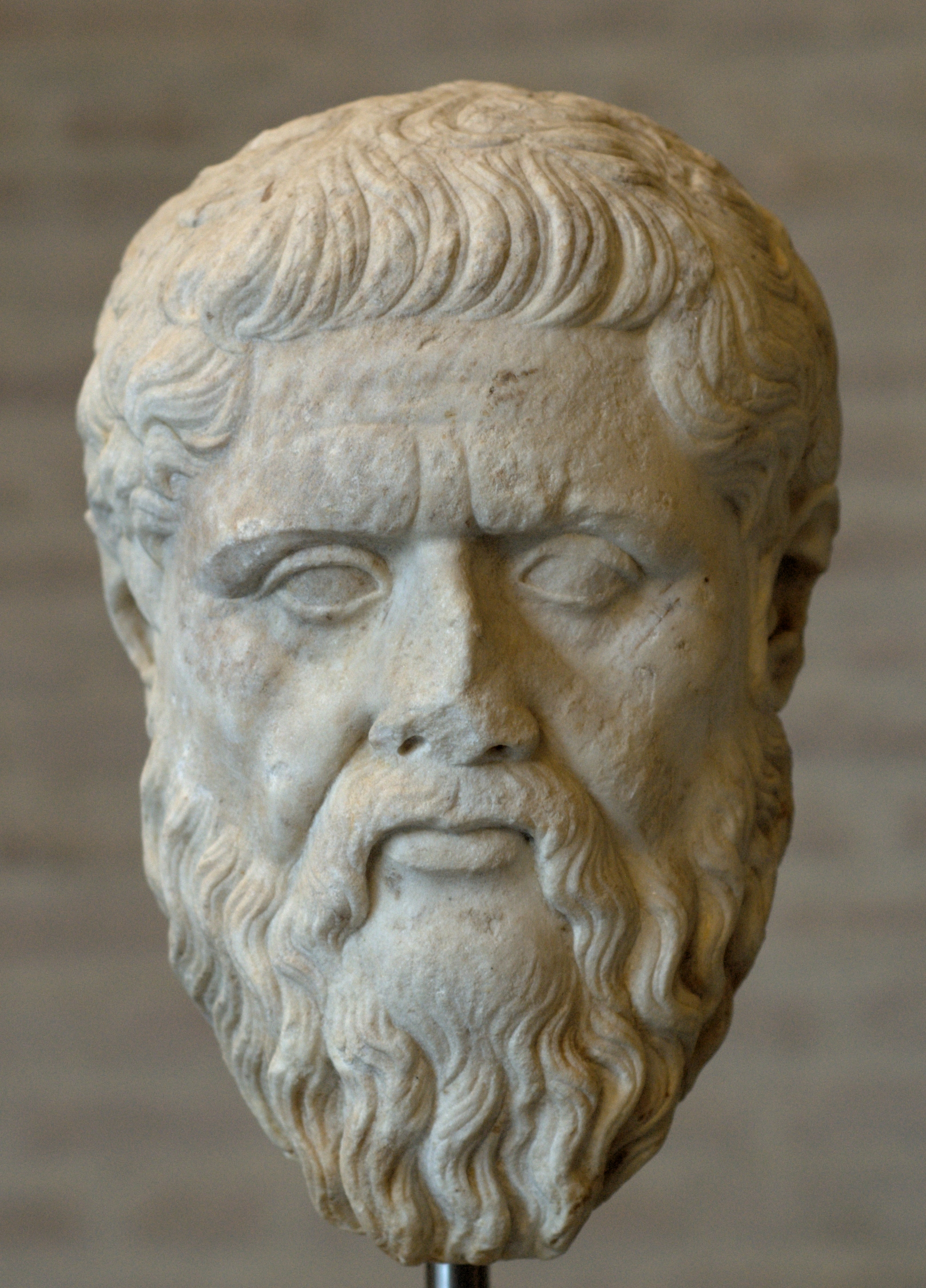
Platon (römische Kopie des griechischen Platonporträts des Silanion, Glyptothek München)

Dass es sich um ein authentisches Werk Platons handelt, wird in der neueren Forschung fast einhellig angenommen. Übereinstimmung besteht auch darüber, dass der Lysis entweder der frühen oder der mittleren Schaffensperiode des Philosophen angehört. Versuche einer genaueren Einordnung haben zu einer langen Forschungsdebatte geführt. Als Indizien für frühe Entstehung werden der aporetische Ausgang, die Kürze des Textes, Gemeinsamkeiten mit sicher frühen Dialogen und Stilmerkmale angeführt. Gelehrte, die den Dialog hinsichtlich der literarischen Qualität oder unter philosophischem Gesichtspunkt unbefriedigend finden, führen die von ihnen angenommenen Schwächen darauf zurück, dass es sich um ein Jugendwerk des noch unerfahrenen Autors handle. Es ist sogar vermutet worden, Platon habe die Schrift noch zu Lebzeiten des 399 v. Chr. hingerichteten Sokrates geschrieben. Andere Forscher möchten den Lysis näher an die mittlere Schaffensperiode Platons heranrücken oder ihr sogar zurechnen. Viel Anklang findet die Ansicht, er gehöre in die Zeit des Übergangs von den frühen zu der mittleren Dialogen. Als relativ plausibel gilt eine Abfassung in den 380er Jahren, etwa um die Zeit, als Platon seine Akademie gründete, doch fehlt es an aussagekräftigen Anhaltspunkten.

## Rezeption
Der Lysis ist das erste Werk in der Geschichte der westlichen Philosophie, das der Untersuchung der Freundschaft gewidmet ist. Obwohl seine direkte Nachwirkung relativ bescheiden war, da er von berühmteren Werken Platons in den Schatten gestellt wird, bildet er den Ausgangspunkt der abendländischen Auseinandersetzung mit dieser Thematik.

### Antike
Platons Schüler Aristoteles hat den Lysis gekannt. Bei der Behandlung der Freundschaft in seinen Schriften Eudemische Ethik und Nikomachische Ethik setzte er sich mit Fragen auseinander, die Platon in dem Dialog erörtert hatte. Dabei knüpfte er an die Erwägungen im Lysis an, ohne das Werk zu nennen. Der Epikureer Kolotes von Lampsakos (* wohl um 320 v. Chr.) verfasste die polemische Schrift Gegen den ‚Lysis‘ Platons, die fragmentarisch auf Papyrus erhalten ist.
Ansonsten fand der Lysis bei den antiken Philosophen – auch den Platonikern – wenig Beachtung, da seine Thematik in anderen, weitaus berühmteren Werken Platons (Politeia, Symposion) ertragreicher behandelt wird. Von einer antiken Kommentierung ist nichts bekannt. Herangezogen wurde der Dialog allerdings in der Auseinandersetzung zwischen der „skeptischen“ und der „dogmatischen“ Richtung der Platon-Interpretation. Bei dieser Meinungsverschiedenheit, die ab dem 3. Jahrhundert v. Chr. die Platoniker beschäftigte, ging es um die Frage der Erreichbarkeit zuverlässigen Wissens. Strittig war, ob Platon die Möglichkeit einer gesicherten Wirklichkeitserkenntnis skeptisch eingeschätzt hat oder eine optimistische Erkenntnistheorie vertreten hat, also „dogmatische“ Aussagen für legitim gehalten hat. Skeptiker wiesen unter anderem auf den aporetischen Charakter des Lysis hin, um ihre These zu untermauern, Platon habe sich angesichts der Widersprüchlichkeit und Unsicherheit der Ergebnisse philosophischer Untersuchungen eines Urteils über deren Wahrheitsgehalt enthalten.
In der Tetralogienordnung der Werke Platons, die anscheinend im 1. Jahrhundert v. Chr. eingeführt wurde, gehört der Lysis zur fünften Tetralogie. Der Philosophiegeschichtsschreiber Diogenes Laertios zählte ihn zu den „maieutischen“ Schriften und gab als Alternativtitel „Über die Freundschaft“ an. Dabei berief er sich auf eine heute verlorene Schrift des Mittelplatonikers Thrasyllos. Bei Diogenes ist auch eine Anekdote überliefert, der zufolge Platon den Lysis schon zu Lebzeiten des Sokrates verfasst hatte und diesem vorlas, worauf Sokrates sein Missfallen über seinen Schüler ausdrückte, indem er ausrief: „Beim Herakles, wie viel der junge Mann über mich zusammenlügt!“ Eine etwas abweichende Variante dieser Legende findet sich in den anonym überlieferten spätantiken „Prolegomena zur Philosophie Platons“. Dort wird behauptet, Sokrates habe den Lysis gelesen und darauf seinen Gefährten gesagt: „Dieser junge Mann führt mich wohin er will, so weit wie er will und zu wem er will.“ Einen historischen Kern hat die Anekdote sehr wahrscheinlich nicht, sie wird in der neueren Forschung meist als freie Erfindung betrachtet.
Die antike Textüberlieferung beschränkt sich auf ein kleines Papyrus-Fragment aus dem frühen 3. Jahrhundert, das allerdings beachtenswerte Textvarianten bietet.

### Mittelalter und Frühe Neuzeit

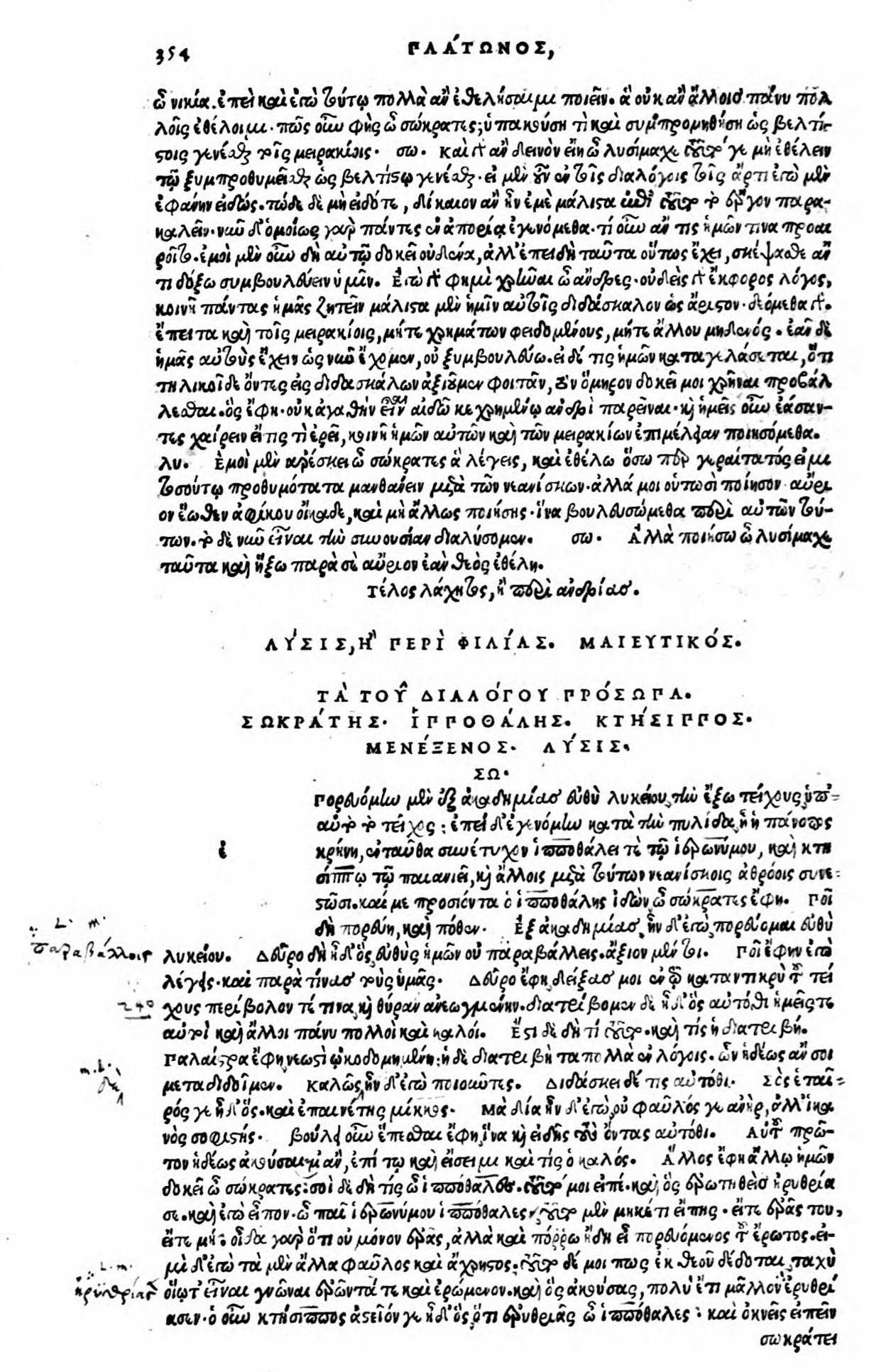
Der Anfang des Lysis in der Erstausgabe, Venedig 1513

Die älteste erhaltene mittelalterliche Lysis-Handschrift wurde im Jahr 895 im Byzantinischen Reich angefertigt. Einige Handschriften enthalten Scholien; in der ältesten Handschrift sind Scholien überliefert, die traditionell dem berühmten byzantinischen Gelehrten Arethas zugeschrieben werden, aber möglicherweise aus einer verlorenen spätantiken Vorlage des Codex stammen. Bei den lateinischsprachigen Gelehrten des Westens war das Werk im Mittelalter unbekannt.
Im Westen wurde der Lysis im Zeitalter des Renaissance-Humanismus wiederentdeckt, nachdem der byzantinische Gelehrte Manuel Chrysoloras eine Handschrift des griechischen Originaltextes nach Italien gebracht hatte. Die erste lateinische Übersetzung erstellte der in Mailand lebende Humanist Pier Candido Decembrio spätestens im Jahr 1456, wobei er Anspielungen auf Homoerotisches entfernte. Eine weitere Übersetzung ins Lateinische stammt von Marsilio Ficino. Er veröffentlichte sie 1484 in Florenz in der Gesamtausgabe seiner Platon-Übersetzungen. In seiner Einleitung (argumentum) zu seinem lateinischen Lysis verschwieg Ficino den aporetischen Charakter des Dialogs. Er schrieb, Platon habe sich in diesem Werk zwar mehr mit der Widerlegung von Irrtümern als mit dem Aufzeigen der Wahrheit befasst, doch lasse sich die Auffassung des Philosophen aus dem Werk erschließen.
Die Erstausgabe des griechischen Textes erschien im September 1513 in Venedig bei Aldo Manuzio im Rahmen der von Markos Musuros herausgegebenen Gesamtausgabe der Werke Platons.

### Moderne
Altertumswissenschaft und Philosophie
In der älteren Forschung sind die Urteile über die literarische Qualität und den philosophischen Gehalt oft ungünstig ausgefallen. Eine Reihe von Forschern haben dem Lysis einen philosophischen Ertrag abgesprochen; erst in den Dialogen Symposion, Politeia und Phaidros habe Platon sein Konzept der Liebe dargelegt. Der Lysis sei, wenn er für sich allein interpretiert werde, nicht hilfreich. Nur als Vorübung zu den späteren Meisterwerken des Philosophen sei er von Bedeutung.
Schon 1804 tadelte der Platon-Übersetzer Friedrich Schleiermacher in der Einleitung zur ersten Auflage seiner Übersetzung des Lysis unter anderem „harte Übergänge, eine lose Willkürlichkeit in der Verknüpfung“; er meinte, solche Mängel seien auf „die Ungeübtheit eines Anfängers“ zurückzuführen. Friedrich Nietzsche verwarf die verbreitete Ansicht, es handle sich um ein Jugendwerk. Er machte geltend, Platons Ideenlehre sei zwar ferngehalten, doch seien in ihr die Lösungen zu finden. Der Abschluss des Dialogs sei „abrupt und unbefriedigend“. Der renommierte Philologe und Platon-Kenner Ulrich von Wilamowitz-Moellendorff fand den Lysis zwar literarisch reizvoll – er zeige eine „corregieske Malweise“ –, stellte aber fest, philosophisch habe sich Platon in dieser Schrift noch nicht zur Klarheit durchgerungen. William K. C. Guthrie hielt den Dialog unter philosophischem Gesichtspunkt für einen Fehlschlag, insoweit er die Anwendung der sokratischen Methode demonstrieren soll. Die literarische Qualität beurteilte er jedoch günstig.
Eine These, die bei modernen Ethikern viel Anstoß erregt hat, ist die Behauptung von Platons Sokrates, alles Streben nach Freundschaft oder nach einem Liebesobjekt ziele letztlich auf das „erste Geliebte“. Die Konsequenz, dass die normalen affektiven Bindungen zwischen Menschen dann keine Freundschaften im eigentlichen Sinne sind und das einzig wahre Liebesobjekt ein abstrakter Wert ist, wird als nicht akzeptable Abwertung der menschlichen Freundschafts- und Liebesbeziehungen missbilligt.
Der früher gängigen abschätzigen Bewertung des Werks haben jedoch zahlreiche Gelehrte nachdrücklich widersprochen. Schon 1944 würdigte Werner Jaeger den Lysis als einen der anmutigsten der kleineren Dialoge; „in erstmaligem, kühnem Vorstoß“ sei Platon hier zu dem neu geschaffenen Begriff des „Ersten was wir lieben“ vorgestoßen. Thomas Alexander Szlezák führt die Frustration mancher Interpreten, die das Werk als misslungen beurteilt haben, auf mangelndes Verständnis der Absicht des Autors zurück, der diese Frustration im Rahmen seines didaktischen Konzepts durchaus beabsichtigt habe.
In der neueren Forschungsliteratur hat sich eine positive Einschätzung durchgesetzt. Olof Gigon lobt einzelne Partien, die er als liebenswürdig oder meisterhaft charakterisiert, und hält auch den philosophischen Ertrag für wesentlich. Francisco J. Gonzalez findet den Lysis faszinierend und meint, er weise in der Erörterung des Verhältnisses zwischen dem „Angehörigen“ und der philia einen eigenständigen philosophischen Gehalt auf. Michael Bordt beurteilt den Dialog als spannend und philosophisch interessant; die „existentielle Tiefe“ erschließe sich aber erst dann, wenn man „die mühsame Arbeit am Text“ auf sich nehme. Michael Erler sieht im Lysis ein wichtiges Zeugnis platonischer Philosophie und Dialogkunst. Terry Penner und Christopher J. Rowe ziehen nach einer eingehenden Analyse das Fazit, der Lysis sei nicht als bloßer Entwurf für einen der späteren Meisterdialoge zu betrachten, sondern zeichne sich durch einen bedeutenden eigenen Ertrag aus.
Oft wird auf die Rätselhaftigkeit und besondere Deutungsbedürftigkeit des Lysis hingewiesen; Ernst Heitsch nennt ihn einen der „eigenartigsten und eigenwilligsten“ Dialoge Platons, vielleicht den eigenartigsten von allen.
Außerwissenschaftliche Rezeption
Der Schriftsteller und Lyriker Rudolf Borchardt fertigte eine deutsche Übersetzung des Lysis an, die er 1905 veröffentlichte.
Der homosexuelle französische Dichter Jacques d’Adelswärd-Fersen ließ, nachdem er seine Heimat wegen eines Skandals hatte verlassen müssen, 1904–1905 auf Capri die Villa Lysis erbauen. Mit dem Namen des Hauses nahm er auf den platonischen Dialog und speziell auf die darin thematisierte Päderastie Bezug.
Die britische Schriftstellerin Mary Renault machte in ihrem 1956 publizierten Roman The Last of the Wine Lysis zu einer der Hauptfiguren.

## Ausgaben und Übersetzungen (teilweise mit Kommentar)
- Franco Trabattoni, Stefano Martinelli Tempesta u. a. (Hrsg.): Platone: Liside. 2 Bände, LED, Milano 2003–2004, ISBN 88-7916-230-6 (Band 1) und ISBN 88-7916-231-4 (Band 2) (maßgebliche kritische Ausgabe mit italienischer Übersetzung, Kommentar und Untersuchungen).
- Gunther Eigler (Hrsg.): Platon: Werke in acht Bänden. Band 1, 4. Auflage, Wissenschaftliche Buchgesellschaft, Darmstadt 2005, ISBN 3-534-19095-5, S. 399–451 (Abdruck der kritischen Ausgabe von Alfred Croiset, 4. Auflage, Paris 1956, mit der deutschen Übersetzung von Friedrich Schleiermacher, 2., verbesserte Auflage, Berlin 1817).
- Paul Vicaire (Hrsg.): Platon: Lachès et Lysis. Presses Universitaires de France, Paris 1963, S. 63–106 (kritische Ausgabe).
- Otto Apelt (Übersetzer): Platons Dialoge Charmides, Lysis, Menexenos. In: Otto Apelt (Hrsg.): Platon: Sämtliche Dialoge. Bd. 3, Meiner, Hamburg 2004, ISBN 3-7873-1156-4 (Übersetzung mit Einleitung und Erläuterungen; Nachdruck der 2., durchgesehenen Auflage, Leipzig 1922).
- Michael Bordt (Übersetzer): Platon: Lysis. Übersetzung und Kommentar (= Ernst Heitsch, Carl Werner Müller (Hrsg.): Platon: Werke. Übersetzung und Kommentar. Bd. V 4). Vandenhoeck & Ruprecht, Göttingen 1998, ISBN 3-525-30419-6.
- Ludwig Georgii (Übersetzer): Lysis. In: Erich Loewenthal (Hrsg.): Platon: Sämtliche Werke in drei Bänden. Bd. 1, unveränderter Nachdruck der 8., durchgesehenen Auflage, Wissenschaftliche Buchgesellschaft, Darmstadt 2004, ISBN 3-534-17918-8, S. 205–237.
- Rudolf Rufener (Übersetzer): Platon: Frühdialoge (= Jubiläumsausgabe sämtlicher Werke. Bd. 1). Artemis, Zürich/München 1974, ISBN 3-7608-3640-2, S. 81–115 (mit Einleitung von Olof Gigon S. XLVII–LVI).

Humanistische Übersetzung (lateinisch)
- Stefano Martinelli Tempesta (Hrsg.): Platonis Euthyphron Francisco Philelfo interprete, Lysis Petro Candido Decembrio interprete. Società Internazionale per lo Studio del Medioevo Latino, Florenz 2009, ISBN 978-88-8450-357-2, S. 105–171 (kritische Edition; vgl. die Korrekturen des Herausgebers in seinem Aufsatz Ancora sulla versione del “Liside” platonico di Pier Candido Decembrio. In: Acme 63/2, 2010, S. 263–270).
- Elena Gallego Moya (Hrsg.): La versión latina de Pier Candido Decembrio del Lysis de Platón. In: Boris Körkel u. a. (Hrsg.): Mentis amore ligati. Lateinische Freundschaftsdichtung und Dichterfreundschaft in Mittelalter und Neuzeit. Mattes, Heidelberg 2001, ISBN 3-930978-13-X, S. 93–114 (kritische Edition).